# Satz von Morita
Der Satz von Morita ist ein Lehrsatz des mathematischen Teilgebiets der Topologie. Der Satz geht zurück auf eine wissenschaftliche Arbeit des japanischen Mathematikers Kiiti Morita aus dem Jahre 1948 und behandelt das Problem, unter welchen Bedingungen ein topologischer Raum die Eigenschaft der Parakompaktheit besitzt. Er ist verwandt mit dem Satz über Metrisierbarkeit und Parakompaktheit des britischen Mathematikers Arthur Harold Stone.

## Formulierung des Satzes
Der Satz lässt sich formulieren wie folgt:
Unter der allgemeinen Annahme des abzählbaren Auswahlaxioms gilt:
Jeder reguläre Lindelöf-Raum ist parakompakt.
Dabei gilt im Einzelnen:
Ist {\displaystyle X} ein regulärer Lindelöf-Raum und {\displaystyle {\mathcal {U}}=\left(U_{i}\right)_{i\in I}} eine beliebige offene Überdeckung von {\displaystyle X}, so lässt sich  {\displaystyle X} durch eine Mengenfolge {\displaystyle {\mathcal {O}}=\left(O_{k}\right)_{k=1,2,3.\ldots }} offener {\displaystyle X}-Teilmengen so überdecken, dass {\displaystyle {\mathcal {O}}} eine lokal-endliche Verfeinerung von {\displaystyle {\mathcal {U}}} bildet.
Eine etwas andere, jedoch eng verwandte Formulierung des Satzes findet man in der Monographie Topology von James Dugundji. Sie besagt:
In einem hausdorffschen Lindelöf-Raum sind Regularität und Parakompaktheit gleichwertige Konzepte.

## Folgerungen
Aus dem moritaschen Satz lassen sich folgende Korollare ziehen:
Korollar 1 (Satz von Stone für separable Räume):
In einem separablen metrischen Raum besitzt jede offene Überdeckung eine lokal-endliche abzählbare Verfeinerung .

Korollar 2:
Ein hausdorffscher regulärer Lindelöf-Raum ist stets ein T4-Raum. Dies gilt insbesondere für jeden regulären Hausdorff-Raum, der das zweite Abzählbarkeitsaxiom erfüllt.